# Padre Pio TV
Padre Pio TV è un'emittente televisiva italiana, di proprietà dei frati minori cappuccini che trasmette da San Giovanni Rotondo. Nata inizialmente come radio locale cattolica molisana, partendo dall'analisi di ciò che accade in Italia e nel mondo, intende diffondere il messaggio del Vangelo, anche attraverso gli insegnamenti e l'esperienza di Padre Pio da Pietrelcina.

## Diffusione
L'emittente trasmette attraverso il servizio di televisione digitale terrestre sul territorio nazionale nel mux Dfree sulla LCN 145; via satellite in Italia (Tivùsat e Sky Italia), in tutta Europa e nei Paesi del bacino del Mediterraneo via satellite Eutelsat Hot Bird 13F; e tramite internet in tutto il mondo. Dal 13 ottobre 2009 è visibile, prima emittente in Italia, anche su iPhone e iPad, tramite un'applicazione dedicata, scaricabile direttamente dall'Apple App Store. In seguito è stata pubblicata anche un'app per piattaforma Android.

## Profilo editoriale
Si tratta di una televisione tematica, con indirizzo esclusivamente religioso. Non persegue fini di lucro e la poca pubblicità è quasi esclusivamente finalizzata a promuovere i prodotti editoriali degli stessi frati cappuccini. Ospita inserzioni pubblicitarie destinate ad un pubblico prevalentemente anziano, comprese, a titolo indicativo e non esaustivo, creme antidolorifiche, supporti per la deambulazione e pubblicazioni a carattere religioso comprensive di gadget. Padre Pio TV si regge esclusivamente sulle donazioni dei devoti di Padre Pio.

## Il pubblico del canale
Ogni anno circa sette milioni di pellegrini si recano a San Giovanni Rotondo per pregare dinanzi alla tomba di Padre Pio. Si tratta di persone di entrambi i sessi, di varie età, istruzione ed estrazione sociale. Identiche sono le caratteristiche del pubblico di Tele Radio Padre Pio, confermate dalle due indagini Audistar, realizzate dall'istituto Eurisko nel 2005.

## Il palinsesto
La struttura portante del palinsesto è costituita dalle celebrazioni che si svolgono nei luoghi sacri di San Giovanni Rotondo. La Santa Messa viene trasmessa in diretta alle 7.30, alle 11.30 e alle 18.00. Il Santo Rosario viene trasmesso ogni giorno in diretta alle 17.30 e alle 20.45 dal luogo che custodisce le reliquie del corpo di San Pio da Pietrelcina.
Ma ci sono anche programmi di informazione, attualità, cultura, catechesi, riflessione sugli scritti e sull'esempio di vita di Padre Pio. Ogni domenica e ogni mercoledì vengono trasmessi l'Angelus e l'udienza generale del papa. Molto seguita è la trasmissione di immagini in diretta dalla cripta. Il palinsesto dettagliato è disponibile sul sito dell'emittente.

## Proprietà e organizzazione
Tele Radio Padre Pio è di proprietà della Fondazione Voce di Padre Pio, editrice dell'omonima rivista, il cui consiglio di amministrazione è composto da frati cappuccini della Provincia religiosa Sant'Angelo e Padre Pio. Presidente del consiglio di amministrazione è fr. Francesco Dileo, direttore responsabile dell'emittente Stefano Campanella, responsabile sistemi informativi ed informatici Antonio Siena e consulenti tecnici Nicola Palazzo e Massimo Nocco. La redazione è composta da: Francesco Bosco, Maria Antonia Di Maggio, Leonardo Fania, Simona Marmorino, Nicola Morcavallo, Maria Pia Picciafuoco, Paola Russo, Annamaria Salvemini.

## Storia
- 1987 - Nasce Radio Tau[2], fondata dall'allora studente cappuccino isernino fr. Francesco Daniele Colacelli nella chiesa del Sacro Cuore di Campobasso. La piccola emittente radiofonica è in grado di coprire il capoluogo molisano.
- 1988 - Radio Tau si fonde con Radio Amica, fondata nel 1976 a Isernia, dando vita a Radio Tau – La voce di padre Pio, in grado di coprire quasi tutto il Molise.
- 1991 - Radio Tau è diventato un mezzo di comunicazione della Provincia religiosa “Sant'Angelo – Foggia” dei frati cappuccini per portare nelle case il messaggio di Padre Pio. In seguito a questa decisione, gradualmente, negli anni seguenti, vengono comprate altre frequenze, fino a coprire anche tutto l'Abruzzo e la parte nord della Puglia.
- 2000 - Da gennaio Radio Tau – La voce di Padre Pio inizia a trasmettere anche via satellite in tutta Europa sulla frequenza 12.673 MHz (Eutelsat – Hot Bird). Il 2 maggio dello stesso anno giubilare, la Celebrazione Eucaristica in occasione del primo anniversario della beatificazione è diventata la prima trasmissione televisiva su una web-tv, nata da una costola della radio. Da quel momento Radio Tau cambiò il suo nome in Radio Padre Pio e la web-tv viene denominata Tele Radio Padre Pio.
- 2001 - A ottobre i frati acquistano un'autorizzazione per la trasmissione televisiva nell'area intorno a San Giovanni Rotondo.
- 2002 - Il 9 febbraio il Ministro delle Comunicazioni Maurizio Gasparri inaugura ufficialmente le trasmissioni della piccola emittente televisiva terrestre Tele Radio Padre Pio. A giugno, in occasione della canonizzazione di Padre Pio, Tele Radio Padre Pio effettua le sue prime dirette da grande distanza, collegandosi con il Vaticano per seguire l'evento, tutte le fasi preparatorie e le celebrazioni di contorno.
- 2003 - Il 22 settembre il segnale televisivo viene mandato in onda per la prima volta via satellite, in occasione della veglia di preghiera per il “beato transito” di Padre Pio. Superata una fase sperimentale le trasmissioni satellitari cominciano con regolarità il 21 dicembre dello stesso anno. Il satellite è Eutelsat – Hot Bird 6; frequenza 12.558 MHz.
- 2007 - Il 10 dicembre iniziano le trasmissioni nel Nord America. Il satellite è Galaxy 19 @ 97° West - Trasponder Ku 7; frequenza 11867 MHz.
- 2008 - Il 30 novembre il segnale viene esteso all'Australia e alla Nuova Zelanda. Il satellite è Optus D2; frequenza 12706.00 MHz. Le trasmissioni sul satellite oceanico cessano il 1º febbraio 2012.
- 2013 - dal 9 luglio trasmette in formato 16:9.
- 2015 - dal 20 dicembre sulle piattaforme Sky e Tivusat.

## Ascolti

### Share mensile
Giorno medio mensile su target individui 4+.
| Anno | Gen   | Feb   | Mar   | Apr   | Mag   | Giu   | Lug   | Ago   | Set   | Ott   | Nov   | Dic   | Media anno |
| ---- | ----- | ----- | ----- | ----- | ----- | ----- | ----- | ----- | ----- | ----- | ----- | ----- | ---------- |
| 2012 | 0,05% | 0,06% | 0,07% | 0,07% | 0,08% | 0,08% | 0,08% | 0,07% | 0,07% | 0,08% | 0,09% | 0,11% | 0,08%      |
| 2013 | 0,11% | 0,13% | 0,11% | 0,10% | 0,09% | 0,10% | 0,10% | 0,10% | 0,11% | 0,11% | 0,12% | 0,11% | 0,10%      |
| 2014 | 0,12% | 0,11% | 0,12% | 0,13% | 0,12% | 0,10% | 0,11% | 0,12% | 0,13% | 0,12% | 0,13% | 0,11% | 0,11%      |
| 2015 | 0,08% | 0,08% | 0,08% | 0,09% | 0,10% | 0,10% | 0,12% | 0,10% | 0,11% | 0,11% | 0,10% | 0,06% | 0,09%      |
| 2016 | 0,08% | 0,12% | 0,08% | 0,09% | 0,07% | 0,08% | 0,07% | 0,08% | 0,07% | 0,06% | 0,06% | 0,07% | 0,08%      |
| 2017 | 0,08% | 0,08% | 0,07% | 0,07% | 0,07% | 0,09% | 0,09% | 0,09% | 0,11% | 0,10% | 0,12% | 0,11% | 0,09%      |
| 2018 | 0,09% | 0,09% | 0,11% | 0,11% | 0,11% | 0,11% | 0,11% | 0,10% | 0,10% | 0,10% | 0,11% | 0,10% | 0,10%      |
| 2019 | 0,09% | 0,09% | 0,10% | 0,11% | 0,10% | 0,10% | 0,10% | 0,09% | 0,11% | 0,10% | 0,12% | 0,11% | 0,10%      |
| 2020 | 0,10% | 0,10% | 0,13% | 0,11% | 0,14% | 0,12% | 0,11% | 0,11% | 0,11% | 0,11% | 0,10% | 0,12% | 0,11%      |
| 2021 | 0,11% | 0,12% | 0,14% | 0,13% | 0,13% | 0,12% | 0,11% | 0,13% | 0,14% | 0,12% | 0,13% | 0,12% | 0,12%      |
| 2022 | 0,12% | 0,12% | 0,12% | 0,11% | 0,13% | 0,12% | 0,11% | 0,13% | 0,12% | 0,11% | 0,11% | 0,12% | 0,12%      |
| 2023 | 0,11% | 0,11% | 0,11% | 0,11% | 0,10% | 0,11% | 0,11% | 0,13% | 0,13% | 0,12% | 0,11% | 0,12% | 0,11%      |
| 2024 | 0,11% | 0,12% | 0,13% | 0,12% | 0,13% | 0,12% | 0,11% | 0,13% | 0,13% | 0,12% | 0,12% | 0,11% | 0,12%      |
| 2025 | 0,11% | 0,12% | 0,12% | 0,11% | 0,11% | 0,10% |       |       |       |       |       |       |            |